# MadC

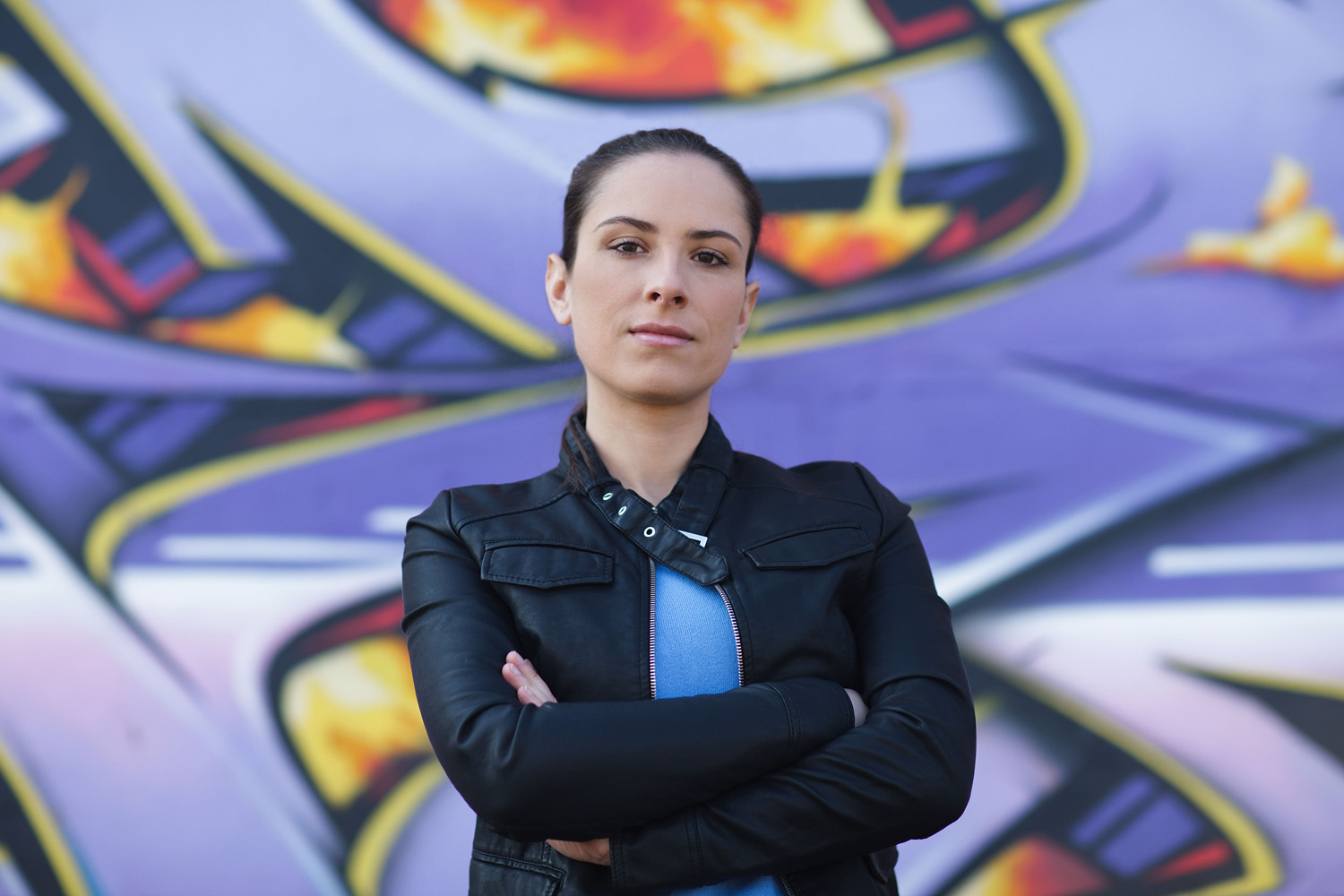
Claudia Walde (MadC)

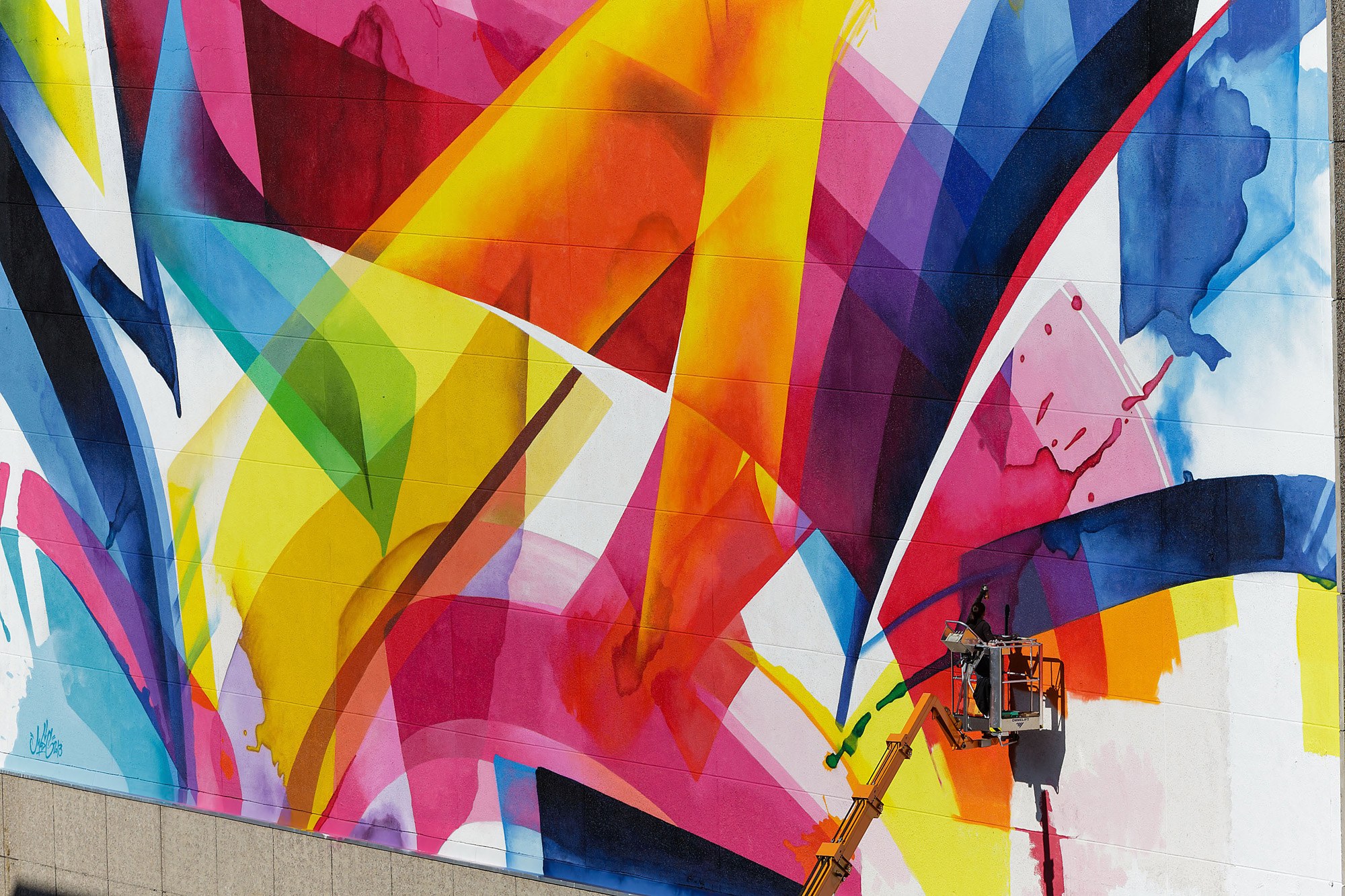
Claudia Walde (MadC) Leipzig – 500Wall

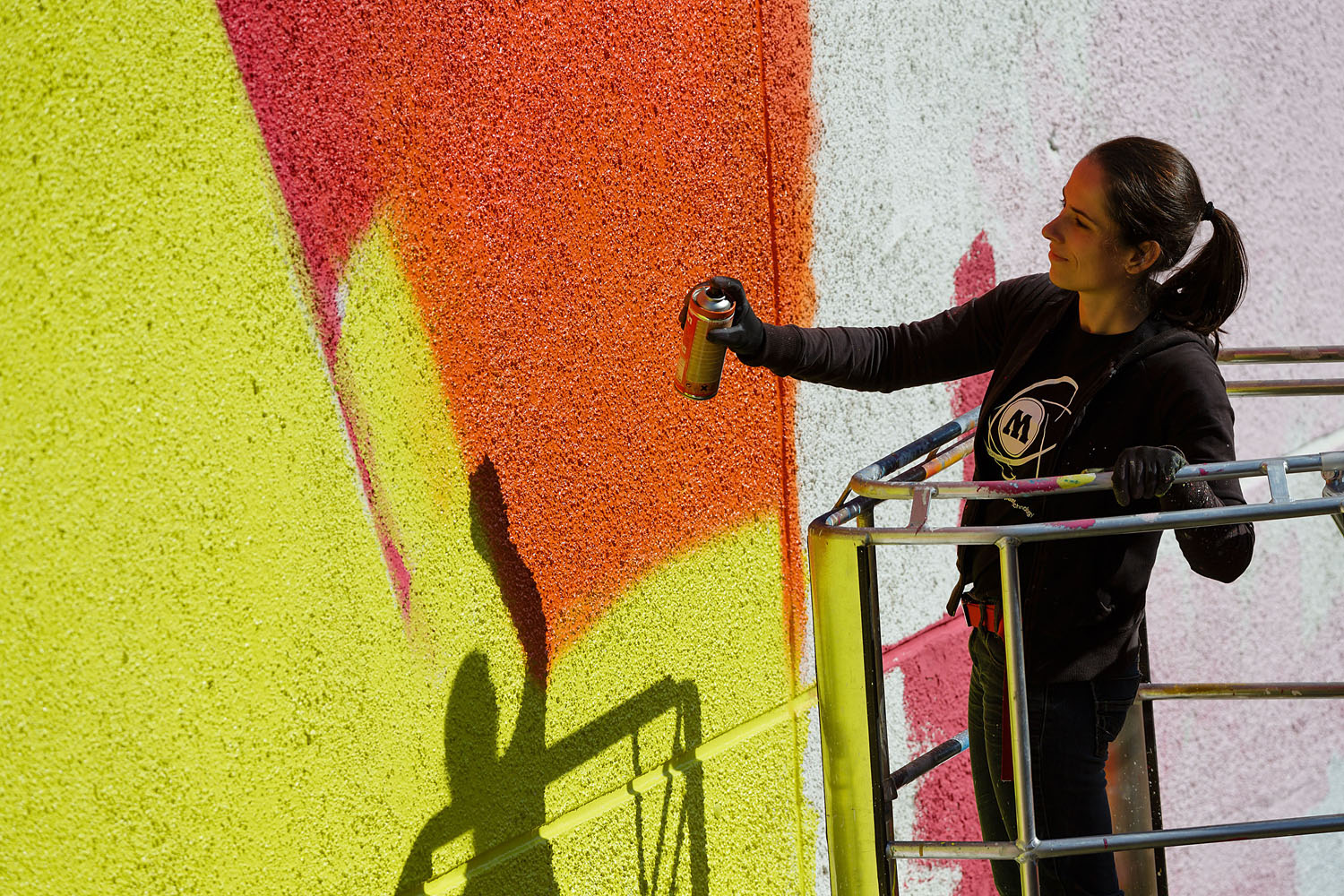
Claudia Walde (MadC)

MadC (* 1980 in Bautzen als Claudia Walde) ist eine deutsche Graffiti-Künstlerin und Autorin.

## Leben
Claudia Walde, besser bekannt unter dem Pseudonym MadC, studierte an der Burg Giebichenstein in Halle, sowie am
Central Saint Martins College in London. Im Jahr 1998 begann sie mit
Sprühdose erst die Wände in ihrer Heimat und später dann Wände weltweit in mehr als 35 Ländern mit ihren Graffiti zu gestalten. Sie zählt aktuell zu den weltweit bekanntesten Graffitikünstlern. Ihre Arbeiten befinden sich unter anderem in Deutschland, Spanien, Südafrika, Mexiko, Hongkong, Tschechien, Schweden, USA, Großbritannien, Irland, Niederlande, Polen, Frankreich, Griechenland und im Libanon.
Das Thema Schrift zieht sich in Abstraktion durch die gesamte Arbeit der Künstlerin. Dabei strebt sie stets danach, energievolle Verbindungen und Vernetzungen zu schaffen. Transparenzen und leuchtende Farben dominieren Claudia Waldes Bilder. Diese Leuchtkraft erreicht sie durch die Verwendung von Sprühfarben zusammen mit
Aquarell und Acryl.
Claudia Walde ist Mitglied in verschiedenen künstlerischen Gruppierungen wie den Bandits (GER/F), der Wallnuts Crew (USA) und den Stick up Kids (planet earth).

## Werke
- 2010, 700Wall (Deutschland), 639 m², Graffiti[4]
- 2013, 500Wall (Deutschland), Graffiti[5]
- 2013, The Chance Street Mural London (UK)[6]
- 2013, Le Mur Paris (France)[7]
- 2019 gestaltete MadC ein stillgelegtes Flughafenterminal in Dresden für eine Filmdokumentation des Senders Arte[8]
- 2019 gestaltete MadC ein 18 Stockwerke (55 m) hohes Gebäude in New Jersey[9]
- 2024 Außenfassade der Gemäldegalerie des Hessischen Landesmuseums Darmstadt[10]
- 2024 Glasarbeiten (5 Stück) für das Museum Reinhard Ernst Wiesbaden

## Ausstellungen
- 2011: „MadABC“ – Pure Evil Gallery, London, Großbritannien
- 2011: „Between the Lines“ – La Grille Gallery, Yverdon, Schweiz
- 2012: „Paper Party“ – Galerie Le Feuvre, Paris, Frankreich
- 2012: „Team Rex“ – Red Gallery, London, Großbritannien
- 2012: „layers“ – 44309 Galerie, Dortmund, Deutschland
- 2012: „OVER THE EDGE“ – 1AM Gallery, San Francisco, USA[11]
- 2013: „Urban Contemporary Art“ – Galerie Le Feuvre, Paris, Frankreich
- 2013: „Billboard Painters“ – Galleri NB, Viborg, Dänemark
- 2013: „Innovative Art“ – Reutov Museum, Reutov, Russland
- 2014: „First Taste“ – Wallworks New York, New York City, USA
- 2014: „Reflections“ – Kolly Gallery, Zürich, Schweiz[12]
- 2015: „Bits and Pieces“ Wallworks New York, New York City, USA
- 2015: „Night and Day“ 44309 Street Art Gallery, Dortmund, Deutschland[13]
- 2016: „Kaleidoscope“ Kolly Gallery, Zürich, Schweiz
- 2017: „Radius“ Urban Nation, Berlin, Deutschland[14]

- 2017: „Urban Art Biennale“ Völklinger Hütte, Saarbrücken, Deutschland[15]
- 2017: „For The Love of Freedom“ Art and Museum Centre Sinkka, Finnland[16]
- 2018: „Daydreaming“ 44309 Street Art Gallery, Dortmund, Deutschland[17]
- 2018: „Rakkaudesta vapauteen“ (Von der Liebe zur Freiheit) The Oulu Museum Of Art, Oulu, Finnland[18]
- 2019: „Dialog“ Brenners Park-Hotel, Baden-Baden, Deutschland[19]
- 2019: „Conquête Urbaine“ Fine Arts Museum of Calais, Frankreich[20]
- 2021: Bundesweit erste Street-Art-Galerie in der Lahrer Innenstadt als temporäres Projekt für moderne Graffiti-Kunst.[21]